# Phyllonorycter chalcobaphes
Phyllonorycter chalcobaphes là một loài bướm đêm thuộc họ Gracillariidae. Nó được tìm thấy ở México.